# 1931 no carnaval
Nesta página encontrará referências aos acontecimentos directamente relacionados com o carnaval ocorridos durante o ano de 1931.

## Eventos
- 31 de Dezembro - É fundado o Grêmio Recreativo Escola de Samba Unidos da Tijuca, na cidade do Rio de Janeiro.

## Nascimentos
| Data | Nome | Profissão | Nacionalidade | Observações | Ref |
| ---- | ---- | --------- | ------------- | ----------- | --- |

## Mortes
| Data | Nome | Profissão | Nacionalidade | Observações | Ref |
| ---- | ---- | --------- | ------------- | ----------- | --- |